# 今本博健
今本 博健（いまもと ひろたけ、1937年12月9日 - ）は、日本の河川工学者。水工技術研究所代表、京都大学名誉教授。専門は実験水理学・河川工学・防災工学。大阪市出身。

## 略歴

### 学歴
- 1956年3月 大阪府立住吉高等学校卒業
- 1961年3月 京都大学工学部土木工学科卒業
- 1963年3月 京都大学大学院工学研究科修士課程土木工学専攻修了
- 1965年3月 京都大学大学院工学研究科博士課程中退

### 職歴
- 1965年4月 京都大学工学部土木工学教室講師
- 1966年4月 京都大学工学部土木工学教室助教授
- 1969年3月 京都大学防災研究所宇治川水理実験所
- 1975年4月 京都大学防災研究所宇治川水理実験所教授
- 1997年5月 京都大学防災研究所所長（～1999年4月）
- 1996年4月 京都大学アメリカンフットボール部部長（～2001年3月）
- 2001年
  - 3月 停年退官
  - 4月
    - 京都大学名誉教授
    - 水工技術研究所代表

#### 学外における役職
- 2001年2月～2007年1月 淀川水系流域委員会委員
- 2006年2月～2007年1月 淀川水系流域委員会委員長

## 受賞・栄典歴
- 2016年 瑞宝中綬章受章[3]

## 著書
- 「週刊SPA!」ダム取材班『ダムが国を滅ぼす』扶桑社 (2010/8/18)